# Karos projectus
Karos projectus is een hooiwagen uit de familie Stygnopsidae.